# Kodeks postępowania administracyjnego
Kodeks postępowania administracyjnego (ustawa z dnia 14 czerwca 1960 r. — Kodeks postępowania administracyjnego) – polski akt prawny regulujący zasady prowadzenia postępowań administracyjnych, tzn.
- tzw. jurysdykcyjnego postępowania administracyjnego w sprawach indywidualnych rozstrzyganych  w drodze decyzji administracyjnej, toczącego się przed organami administracji publicznej oraz innymi organami państwowymi i innymi podmiotami powołanymi (z mocy prawa lub zawartych porozumień) do załatwiania takich spraw albo załatwianych milcząco,
- postępowania w sprawach wydawania zaświadczeń,
- postępowania w sprawach rozstrzygania sporów o właściwość między organami administracji publicznej oraz między organami administracji publicznej i innymi podmiotami powoływanymi do rozstrzygania spraw w drodze decyzji administracyjnej,
- postępowania w sprawach skarg i wniosków.

Od 1 czerwca 2017 r. kodeks reguluje też:
- nakładanie lub wymierzanie administracyjnych kar pieniężnych lub udzielanie ulg w ich wykonaniu
- tryb europejskiej współpracy administracyjnej[1].

Od 4 maja 2019 r. kodeks normuje również sposób wykonywania obowiązku związanego z przetwarzaniem danych osobowych w postępowaniach w nim unormowanych.
Jurysdykcyjne postępowanie administracyjne nie ma charakteru jednolitego. Podczas gdy kodeks postępowania administracyjnego reguluje tzw. postępowanie ogólne, to ustawy szczegółowe wprowadzają albo niewielkie modyfikacje procedury (np. Prawo budowlane), albo – kreują całkowicie odrębny model postępowania (np. Ordynacja podatkowa).
Kodeks postępowania administracyjnego zupełnie nie reguluje administracyjnego postępowania egzekucyjnego, ale na mocy wyraźnego odesłania – k.p.a. ma posiłkowe (uzupełniające) zastosowanie w tym postępowaniu („Jeżeli przepisy niniejszej ustawy nie stanowią inaczej, w postępowaniu egzekucyjnym mają odpowiednie zastosowanie przepisy Kodeksu postępowania administracyjnego.” – art. 18 ustawy o postępowaniu egzekucyjnym w administracji). Kodeks postępowania administracyjnego zastąpił w momencie wejścia w życie obowiązujące w latach 1928-1961 rozporządzenie Prezydenta Rzeczypospolitej z 1928 r. o postępowaniu administracyjnem.
16 września 2021 roku weszła w życie uchwalona przez Sejm IX kadencji 11 sierpnia 2021 roku nowelizacja Kodeksu postępowania administracyjnego, która wprowadziła zasadę, że po upływie 30 lat od wydania decyzji administracyjnej niemożliwe będzie wszczęcie postępowania w celu jej zakwestionowania, np. w sprawie odebranego przed laty mienia, przez co nazywana jest ustawą reprywatyzacyjną. Uchwalenie tej nowelizacji doprowadziło wtedy do sporu Polski z Izraelem i USA.

## Struktura redakcyjna kodeksu
K.p.a. dzieli się na dziesięć działów:
- Dział I – Przepisy ogólne
- Dział II – Postępowanie
- Dział III – Przepisy szczególne w sprawach ubezpieczeń społecznych
- Dział IV – Udział prokuratora
- Dział IVa – Administracyjne kary pieniężne
- Dział VII – Wydawanie zaświadczeń
- Dział VIII – Skargi i wnioski
- Dział VIIIa – Europejska współpraca administracyjna
- Dział IX – Opłaty i koszty postępowania
- Dział X – Przepisy końcowe.

Działy V i VI zostały uchylone. Działy IVa i VIIIa zostały dodane z dniem 1 czerwca 2017 r.